# Drosophila immigrans
Drosophila immigrans este o specie de muște din genul Drosophila, familia Drosophilidae, descrisă de Sturtevant în anul 1921. Conform Catalogue of Life specia Drosophila immigrans nu are subspecii cunoscute.

## Galerie

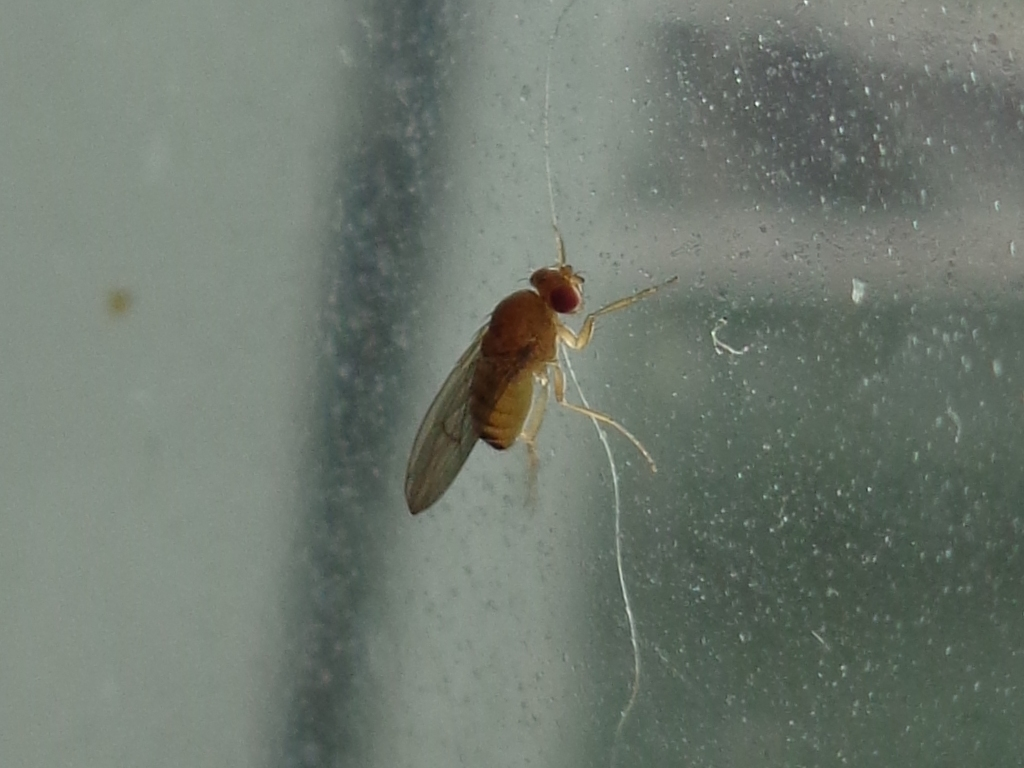